# Episodi di Chambers
La prima e unica stagione della serie televisiva Chambers, composta da 10 episodi, è stata interamente pubblicata a livello internazionale su Netflix il 26 aprile 2019.
| nº | Titolo originale         | Titolo italiano          | Pubblicazione  |
| -- | ------------------------ | ------------------------ | -------------- |
| 1  | Into the Void            | Verso l'ignoto           | 26 aprile 2019 |
| 2  | Right to Know            | Diritto di sapere        | 26 aprile 2019 |
| 3  | Bad Inside               | Il male dentro           | 26 aprile 2019 |
| 4  | 2 for 1                  | 2 per 1                  | 26 aprile 2019 |
| 5  | Murder on My Mind        | Fissata con l'omicidio   | 26 aprile 2019 |
| 6  | With Grace and Gratitude | Con grazia e gratitudine | 26 aprile 2019 |
| 7  | Trauma Bonding           | Legame traumatico        | 26 aprile 2019 |
| 8  | Heroic Dose              | Dose eroica              | 26 aprile 2019 |
| 9  | In the Gloaming          | All'imbrunire            | 26 aprile 2019 |
| 10 | The Crystal Organ        | L'organo di cristallo    | 26 aprile 2019 |